# Campionato sudamericano femminile di pallacanestro 1986
Il 20º Campionato dell'America Meridionale Femminile di Pallacanestro (noto anche come FIBA South American Championship for Women 1986) si è svolto dal 16 al 18 aprile 1986 a Guaratinguetá, in Brasile. Il torneo è stato vinto dalla nazionale brasiliana.

## Squadre partecipanti
- Argentina
- Brasile
- Colombia
- Perù

## Classifica finale
| Pos | Squadra   | V-P |
| --- | --------- | --- |
|     | Brasile   | 3-0 |
|     | Perù      | 2-1 |
|     | Colombia  | 1-2 |
| 4   | Argentina | 0-3 |